# Raphaël Cerf
Raphaël Cerf (* 1969) ist ein französischer Mathematiker.
Cerf studierte an der École normale supérieure, wo Gérard Ben Arous seine Dissertation betreute. Promoviert wurde er 1994 an der Universität Montpellier II.  Er ist Professor am Labor für statistische Modellierung der Universität Paris-Süd in Orsay.
2000 erhielt er den EMS-Preis für wichtige Beiträge zur Perkolationstheorie (Wulff-Konstruktion für Perkolation in drei Dimensionen), zum dreidimensionalen Ising-Modell und zu genetischen Algorithmen. Für seine Arbeiten über genetische Algorithmen erhielt er einen Preis des Institut Henri Poincaré. Er erhielt 1999 den Rollo Davidson Preis. 2006 war er Gastredner auf dem Internationalen Mathematikerkongress in Madrid (On Ising droplets).

## Schriften
- The Wulff Crystal in Ising and Percolation models. Springer, Lecturenotes in Mathematics 1878, Ecole d’Ete de probabilites de Saint-Flour, Band 34, 2004
- On Cramérs Theory in infinite dimensions. Societe Mathematique de France, 2007
- Large deviations for three dimensional supercritical percolation. Societe Mathematique de France, 2000 (Dissertation)